# Mórahalom
Mórahalom est une ville et une commune du comitat de Csongrád en Hongrie, située à 20 km à L'ouest de Szeged.

## Édifices et lieux d'intérêt
La ville possède un centre thermal (Szent-Erzsébet) connu et réputé dans la région.